# ديرديفيل (الموسم 1)
ديرديفيل (الموسم 1) (بالإنجليزية: Daredevil (season 1))‏ هو الموسم الأول من المسلسل التلفزيوني الأمريكي المتدفق ديرديفيل (مسلسل)، والذي يستند إلى شخصية مارفل كومكس التي تحمل الاسم نفسه، يتبع الأيام الأولى لمات موردوك - دارديفيل، المحامي يومًا بعد يوم الذي يحارب الجريمة في الليل، جنبًا إلى جنب مع الارتفاع. لورد الجريمة ويلسون فيسك. تم تعيينه في عالم مارفل السينمائي (إم سي يو)، حيث يشارك الاستمرارية مع الأفلام والمسلسلات التلفزيونية الأخرى للامتياز. تم إنتاج الموسم بواسطة تلفزيون مارفل بالاشتراك مع استوديوهات أي بي سي، دي نايت برودس. وجودارد تيكسايل، مع ستيفن إس. ديكنيت الذي عمل كمدير العرض، ومبدع السلسلة درو جودارد كمستشار.
يلعب تشارلي كوكس دور موردوك، بينما يلعب فينسنت دونوفريو دور فيسك. انضم إليهم أعضاء فريق التمثيل الرئيسيين ديبورا آن وول وإلدن هينسون وتوبي ليونارد مور وفوندي كورتيس هول وبوب جونتون وأيليت زورير وروزاريو داوسون. دخل ديرديفيل التطوير في أواخر عام 2013، مع تعيين جودارد في ديسمبر. استبدله دي نايت بصفته عارضًا وتم تعيين كوكس للنجمة في مايو 2014. تم تصوير الموسم في مدينة نيويورك من يوليو إلى ديسمبر 2014، ويركز الموسم على العناصر الأكثر قتامة والأكثر نضجًا من المواد المصدر. صممت ستيفاني ماسلانسكي الأزياء لهذا الموسم، مع البذلة الحمراء النهائية لدارديفيل التي صممها رايان مينيردينغ وفناني الأزياء في استوديوهات مارفل. يتميز الموسم بروابط ومراجع لمشاريع (إم سي يو) أخرى، بما في ذلك سلسلة نيتفليكس المستقبلية.
تم عرض أول حلقتين من الموسم لأول مرة في لوس أنجلوس في 2 أبريل 2015، مع إصدار الموسم الكامل المكون من 13 حلقة على نتفليكس في 10 أبريل بنسبة مشاهدة عالية تقديرية. أشاد النقاد بالأداء، ولا سيما دونوفريو، والنغمة الأكثر قتامة وتسلسلات الحركة للمسلسل مقارنة بالخصائص الأخرى المحددة في (إم سي يو). ومع ذلك، فقد تلقى بعض الانتقادات خلال الموسم والدعوى الحمراء الأخيرة ديرديفيل. حصل الموسم الأول على ترشيحين لجوائز إيمي الإبداعية، للمؤثرات المرئية من شيد في إف إكس، وتحرير الصوت. تم تجديد المسلسل للموسم الثاني في 21 أبريل 2015.

## طاقم الممثلين
- تشارلي كوكس كـ ديردفيل (مارفل)
- ديبوره آن وول كـ  كارين بيج
- إيلدين هنسون كـ  فوجي نيلسون
- توبي ليونارد مور كـ  جيمس ويسلي
- فوندي كورتيس هول كـ  بن يوريش
- بوب جنتون كـ  أول (مارفيل كوميكس)
- آيليت زورر كـ  فانيسا فيسك
- روزاريو دوسن كـ  كلير تمبل
- فينسنت دونوفريو كـ  كنج بنج (كوميكس)

## الإنتاج

### التطوير
في أكتوبر 2013، أعلنت مارفل وشركة والت ديزني أن تلفزيون مارفل واستوديوهات أي بي سي سيوفران نتفليكس بسلسلة حركة حية تتمحور حول ديرديفيل وجيسيكا جونز والقبضة الحديدية (كاريكاتير) ولوك كيج، مما أدى إلى مسلسل مبني على المدافعون (قصص مصورة). تم التعاقد مع درو جودارد للعمل كمنتج تنفيذي ومقدم عرض لـ ديرديفي، ومع ذلك، في مايو 2014 تم الإعلان عن أن جودارد قد تنحى عن منصبه من أجل التركيز على إخراج فيلم روائي طويل مبني على مارفل شرير ستة لـ سوني بيكتشرز. وخلفه ستيفن إس ديكنيت. بقي جودارد، الذي كتب الحلقتين الأوليين، مع العرض كمستشار ومنتج تنفيذي. كما تم الكشف عن أن المسلسل سيكون بعنوان مارفل ديرديفيل. يتكون الموسم الأول من 13 حلقة مدتها ساعة، ويخدم كل من دي نايت وجودارد وجيف لوب وجيم تشوري ودان باكلي وجو كيسادا وستان لي وألان فاين وسيندي هولاند وكريس هينجمان وألي جوس وبيتر فريدلاندر كمنتجين تنفيذيين.

#### الكتابة
لا يتكيف الموسم بشكل مباشر مع أي قصة من القصص المصورة، مع شعور دي نايتأنه كان من الأهم التركيز على "تسمير روح الكوميديا". وذكر أن دعم نيتفليكس لـ "المبدعين" إلى جانب قيود مارفل على ممتلكاتهم أدى به إلى دفع مادة المصدر إلى أقصى حد ممكن مع الحفاظ على احترام الشخصيات وتاريخهم، وتفاجأ من "مدى استعداد الجميع لاتخاذ مظهر جديد حقًا ودفع ما نقوم به حقًا ". قارن فينسنت دونوفريو سرد قصة على نيتفليكس بأكثر من "فيلم مدته 13 ساعة" من مسلسل تلفزيوني وأشار إلى أنه يمكن استغراق الوقت لرواية القصة و "أن تكون أكثر تحديدًا". أوضحت ديبورا آن وول أن ما رأت أنه أحد أهم الموضوعات في السلسلة هو أن الأشخاص العاديين لديهم تأثير في "ظروف تبدو مستعصية على التغلب عليها، مع التركيز ليس على قدرات دارديفيل أو مؤهلات الشخصيات، ولكن على استعدادهم لذلك. مساعدة الناس.
على الرغم من أن الموسم كان أكثر عنفًا من أعمال «إم سي يو» السابقة، شعرت دي نايتأن العنف الجنسي سيكون «بعيدًا جدًا»، قائلة إن «ديرديفيل لم يكن يطلب الكثير من المواقف الجنسية، خاصة وأن مات موردوك ليس في وضع يسمح له حقًا الدخول في علاقة، ولم يكن ذلك مناسبًا لقصة ذلك الموسم. أعتقد أن هذا سيتغير للمضي قدمًا، لكنني لم أدفع أبدًا أي نوع من الأجندة الجنسية في العرض. أعتقد أنه بمجرد أن حقق ديرديفيل نجاحًا وكان الناس يستجيبون حقًا بشكل إيجابي، يمكنك أن ترى التقدم في عالم البالغين في جيسيكا جونز (مسلسل).»
في حديثه عن الطريقة التي يكشف بها الموسم عن اسم ديرديفيل، أوضح دي نايتأنه تم طرح العديد من الخيارات، مثل «أحد الإصدارات في القصص المصورة عندما كان طفلاً اعتاد الناس على السخرية منه باسم ديرديفيل»، وهو ما فعله غير مناسب في عالم المسلسل، أو جعل بن اوريش يعطي الشخصية الاسم، لكن توقيت ذلك لم ينجح بسبب وفاة يوريش قبل تقديم بدلة ديرديفيل النهائية. تقرر أنه بدلاً من ذكر اسم ديرديفيل على الشاشة، سيكون من الأسهل تقديمه عبر وسائل الإعلام كعنوان للصحيفة. حول سبب عدم القيام بذلك من أجل ويلسون فيسك بصفته «كينج بين»، صرح دي نايت أنه شعر أنه «سيصبح سخيفًا بعض الشيء... [إذا] ذهبنا،» لقد أطلقوا عليه اسم ديرديفيل! لقد أطلقوا عليه اسم «كينج بين»، ولم يتمكنوا من التوصل إلى طريقة طبيعية أخرى لاسم «كينج بين»، لذلك تقرر ترك ذلك لوقت لاحق.

## تكوين الطاقم
الممثل الرئيسي لهذا الموسم يشمل تشارلي كوكس في دور مات موردوك - ديرديفيل، ديبورا آن وول في دور كارين بيج، إلدن هنسون في دور فرانكلين «فوجي» نيلسون، توبي ليونارد مور في دور جيمس ويسلي، فوندي كورتيس هول في دور بن يوريش، بوب جونتون في دور ليلاند أولسلي، أيليت زورير في دور فانيسا ماريانا، روزاريو داوسون في دور كلير تيمبل، فنسنت دونوفريو في دور ويلسون فيسك.
في يوليو 2014، ورد أن بيتر شينكودا كان له دور متكرر في الموسم، حيث قام بتصوير هاشيرو. في مارس 2015، تم الكشف عن هذه الشخصية على أنها في الواقع نوبو يوشيوكا، بينما تم الإعلان أيضًا عن خصوم متكرر لدارديفيل - مدام جاو وفلاديمير رانسكاهوف وترك باريت - وصورهم واي تشينج هو ونيكولاي نيكولاييف وروب مورغان. بالإضافة إلى ذلك، يتكرر ما يلي أيضًا طوال الموسم: جيفري كانتور في دور ميتشل إليسون؛ جوديث ديلجادو في دور إيلينا كارديناس. داريل إدواردز في دور كارل هوفمان؛ رويس جونسون في دور بريت ماهوني. أدريان لينوكس في دور دوريس يوريش. بيتر ماكروبي في دور الأب بول لانتوم. ايمي روتبرج في دور مارسي ستال. كريس تارديو في دور كريستيان بليك. سوزان فارون في دور جوزي. وتوم والكر بدور فرانسيس.

### التصميم
قرأت مصممة الأزياء ستيفاني ماسلانسكي نصوص الحلقتين الأوليين وبعض الخطوط العريضة للنصوص المستقبلية، وطوّرت «فهمًا راسخًا» لأقواس الشخصية والقصة الشاملة لبدء التخطيط المتقدم اللازم لتصميم الأزياء. كما طرحت أسئلة للتحضير لمتطلبات حيلة الشخصية وبناء أو ارتداء أزياء أكثر تعقيدًا.
يبدأ موردوك الموسم مرتديًا زيًا أسود (يُطلق عليه "الزي الحارس" من خلال الإنتاج)، مستوحى من الزي الذي ترتديه الشخصية في فيلم فرانك ميلر ذا مان ويزوت فير، بدلاً من البدلة الحمراء التقليدية ذات القرون. تم ذلك لتسليط الضوء على تشكيل مات موردوك في دور دارديفيل، مع تطور الزي بمرور الوقت مع تطور الشخصية. صمم كيسادا المسؤول الإبداعي في مارفل كوميك المظهر بناءً على مواصفات دي نايت. فيما يتعلق بعملية التصميم، كشف دي نايت أننا "جربنا عمليًا كل شيء، من حيث التصميم. جربنا الكثير من قطع الرأس المختلفة. كانت إحدى الإصدارات عبارة عن قناع تزلج مع خياطة العيون. لقد جربنا كل شيء حتى وجدنا شيئًا شعرنا أنه على ما يرام ". أوضح دي نايت وكيسادا أن الفكرة كانت أن يبدأ موردوك بزي محلي الصنع يناسب أكثر في "العالم الحقيقي" للمسلسل، ثم يتطور إلى بدلة ديرديفيل الكلاسيكية. أشار ماسلانسكي إلى أنهم أرادوا أن يبدو الزي "وكأنه شيء يمكن أن يجمعه مات موردوك بنفسه، بحيث يمكنه إما طلب الشراء من الإنترنت أو التسوق في جميع أنحاء المدينة... انتهى بنا الأمر بخيارات عملية جدًا له. قمصانه عبارة عن قمصان مضغوطة، وانتهى الأمر بأن سرواله من متجر للجيش / البحرية. فيما يتعلق بالقناع الأسود، أشار ماسلانسكي إلى أن التوازن بين الجمالية والأمان مطلوب، وأنه مصنوع من طبقات من شبكة قطنية "تتوافق حقًا مع رأسه" ولكنها أيضًا سمحت لكوكس بالرؤية من خلال القناع.
وقال ماسلانسكي عن البدلة الحمراء، "أردنا شيئًا يبدو عسكريًا وعمليًا، ولكن أيضًا دراميًا ومثيرًا" مضيفًا أنه كان "صعبًا" مما يجعلها عملية. لبدء عملية إنشاء البدلة، اتصل كيسادا بـ ريان مينيردينغ وفناني الأزياء وفريق التصميم في مارفل ستوديو، الذين ساهموا جميعًا بأفكار التصميم، مع اختيار واحدة من مينيردينغ في النهاية. قدم كيسادا الذي عمل سابقًا كفنان في كاريكاتير دارديفيل، عدة اقتراحات، بما في ذلك دمج بعض كيفية إنشاء نيويورك في البدلة، مما أدى إلى استخدام المسامير والأشكال "المعمارية". يُقصد من البدلة أن تبدو مثل سترة كيفلر، والأقسام السوداء هي تكريم للوحات المصورة حيث سلط الفنانون الضوء على مناطق معينة باللون الأحمر، مع وجود "أجزاء أعمق" في الظل. على القناع، أشار ماينردينغ إلى صعوبة تصميم النصف العلوي بالكامل من الوجه الذي يُقصد به مطابقة النصف السفلي من وجه الممثل، "لأن نصف وجهه يجب أن يكون مغطى وله تعبيره الخاص ووجه الممثل هو ستفعل شيئًا آخر ". بالنسبة للأندية بيلي التي استخدمها ديرديفيل في المسلسل، والتي صممها أندي باك، كانت المناقشات تدور حول حملها على الساق اليمنى، نظرًا لأن كوكس ومزدوجة حيلة كريس بروستر هما اليد اليمنى، ولكن تقرر في النهاية اجعل الحافظة على الجانب الأيسر كما هو الحال في "الملف الشخصي الكلاسيكي" للرسوم الهزلية. أوضح دي نايت أن بدلة موردوك ديرديفيل لا تحتوي على شعار "دي دي" على الصندوق كما هو موضح في القصص المصورة، لأن موردوك لا يتلقى لقبه إلا بعد تقديم الدعوى. كما شعر أن الشارة كانت "واحدة من أكثر الشعارات إشكالية في "سوبر هيرو-دوم"، وأن بدلة ديرديفيل في القصص المصورة "كان من الصعب جدًا ترجمتها إلى الشاشة، خاصة في هذا العالم المتجذر والشامل".
غالبًا ما يُرى العديد من الشخصيات الذكورية في المسلسل وهم يرتدون بدلات، كان ماسلانسكي مرتاحًا لها بعد العمل كمصمم أزياء على الياقة البيضاء (مسلسل تلفزيوني). يتم تمييز بدلات موردوك من حيث الملمس أكثر من اللون، مع لوحة محدودة، نظرًا لأن الشخصية لا تستطيع رؤية لون ملابسه. تغير حجم كوكس طوال السلسلة حيث استمر في التمرين. بالنسبة لنظارات موردوك الشمسية، عمل ماسلانسكي مع خبير السلسلة مايكل جورتنر لصنع شيء يناسب العالم الحديث، لكنه أشاد بـ «ما كان مألوفًا لدى المعجبين». تم إنشاء ما يقرب من 100 إصدار مختلف من الدعامة ليقوم كوكس بتجربتها. بالنسبة لنساء المسلسل، نظرت ماسلانسكي إلى قصصهم الخلفية في العرض، حيث كانت بيج بها أحلام وأوهام عن حياة في نيويورك على غرار كاثرين هيبورن ولورين باكال، وارتداء الملابس وفقًا لتلك الأفكار («التنانير الرجالية الرفيعة، بلوزات ضيقة وفساتين ضيقة»)، بينما تدخل ماريانا في المسلسل بصفتها امرأة غامضة ولكنها ساحرة، مرتدية ملابس راقية؛ «كانت بحاجة إلى مناشدة [فيسك]. لم يكن ليختار أي كتكوت يرتدي بنطال جينز قديم وقميصًا.»

## التصوير
في فبراير 2014، أعلنت مارفل أنه سيتم تصوير ديرديفيل في مدينة نيويورك. في أبريل 2014، كرر كيسادا ذلك، مشيرًا إلى أن العرض سيتم تصويره في مناطق بروكلين ولونغ آيلاند سيتي التي لا تزال تشبه مطبخ الجحيم القديم، بالإضافة إلى العمل المسرحي السليم. قال لوب أن دارديفيل سيبدأ التصوير في يوليو 2014، وأكد ديكنيت أن التصوير بدأ في ذلك الشهر. تم تصويره تحت عنوان العمل خدعة، بميزانية 56 مليون دولار. تلقى الإنتاج 14.3 مليون دولار في إطار برنامج نيويورك للائتمان الضريبي للأفلام والتلفزيون. انتهى الإنتاج في 21 ديسمبر 2014. وشملت مواقع التصوير الأخرى في مدينة نيويورك أحياء ويليامزبرغ وجرين بوينت وبوشويك في بروكلين؛ «أبي ليبول بارك» في إيست فيلادج؛ صالة بولينج وايتستون لينز في فلاشينج ، كوينز؛ مبنى المحكمة العليا لولاية نيويورك، حيث تم تصوير الجزء الداخلي لجلسات المحكمة على مجموعة؛ قاعة بروكلين بورو حدائق السطح في مركز روكفلر؛ ارتجاع كلية بروكلين لموردوك ونيلسون إلى وقتهم في الكلية؛ حي تشيلسي في مانهاتن؛ وجسر هانيويل في لونغ آيلاند سيتي.

## مؤثرات بصرية
تم الانتهاء من المؤثرات البصرية للمسلسل بواسطة استوديو نيويورك «شيد في إف إكس»؛ عرض ديرديفيل أكثر من 1000 لقطة مؤثرات بصرية. أوضح المشرف التنفيذي على المؤثرات البصرية بريان جوسوين أن عمل الشركة تضمن إنشاء أزواج رقمية عندما تكون الأعمال المثيرة ليست آمنة للممثلين أو الزوجي المثير، وكذلك ضربات الدم والجروح، مع «الكثير من الدعم لفكرة العنف والدماء التي تحدث في ديرديفيل» مُنحت لتمييز المسلسل عن مشاريع مارفل الأخرى، ومحاولة وضع المسلسل في«مكان أكثر واقعية ومظلمة، شوارع نيويورك الحقيقية».إحدى اللقطات التي تم إنشاؤها بواسطة «شيد في إف إكس» هي عندما يرى الجمهور «رؤية» مات موردوك - الطريقة التي «يرى» بها باستخدام حواسه الأخرى القوية. حول سبب استخدام هذا مرة واحدة فقط في الموسم، أوضح دي نايت أنه قد تم تخصيصه في الواقع للظهور عدة مرات أكثر، مع اكتمال التأثير فعليًا مرتين على الأقل لهذا الموسم. تمت إزالته لعدة أسباب، من بينها تجنب استبعاد تخصصه، والحفاظ على نغمة الدراما الإجرامية للمسلسل. إحدى الحالات التي كان من الممكن أن تُستخدم فيها مرة أخرى كانت في «ستيك»، حيث رأى الجمهور كيف رأى مردوك ستيك وهو يلقي بالمفاتيح عليه، وبعد ذلك عندما يكبر، يلقي ستيك بعصي القتال عليه وتكون حواسه أكثر مشتق. في هذه الحالة، لم ينته التأثير في الوقت المحدد. مثال آخر كان في «الآحاد التي نتركها وراءنا» عندما صادف موردوك عاملًا صينيًا وأدرك أنه أصيب بالعمى. كان الاستخدام النهائي للتأثير سيكون في فيلم «ديرديفيل» عندما تضغط الكاميرا على رد فعل الصفحة، وأخبرها موردوك أنه يمكنهم العمل معًا. هنا، كان التأثير يخفي كل الفروق الدقيقة في تعبيرها، لذلك تقرر أنه سيكون من الأفضل إزالته.

## ارتباط مارفل سينماتك يونيفرس الإضافية
في فبراير 2015، صرحت إيما فليشر من تلفزيون مارفل أن دارديفيل تحدث في أعقاب فيلم المنتقمون (فيلم)، لكنها لن تكون صراحةً في ذلك عالم عملاء شيلد. نحن في ركننا الخاص من [إم سي يو]. حتى الأجانب نزل ودمر المدينة، وهذه هي قصة في مطبخ الجحيم إعادة البناء. " تشمل الروابط مع خصائص [إم سي يو] الأخرى شخصية كارل كرشر، الذي ظهر في فيلم عملاء شيلد الذي صوره برايان باتريك ويد، وذكر أنه قاتل جاك موردوك في مباراة الملاكمة الأخيرة له؛ سانت أغنيس دار الايتام، على حد سواء حيث مات موردوك وعملاء شيلد ' سكاي تثار. الشارة الموجودة على هيروين مدام جاو، وهي صلة بخصم القبضة الحديدية، الثعبان الصلب؛ والإشارة إلى شركة روكسن أويل، وهي شركة ظهرت في جميع أنحاء [إم سي يو].
كان الهدف من المشهد الأخير من «ستيك»، الذي يضم محادثة بين ستيك وستون، التلميح إلى مزيد من الروابط بين المسلسل ومناطق أخرى في [إم سي يو] بنفس طريقة مشاهد ما بعد أرصدة فيلم مارفل، على الرغم من أنه لا يمكن أن يستمر بعد أرصدة الحلقة بسبب الطريقة التي يبدأ بها نيتفليكس الحلقة التالية خلال اعتمادات الحلقة الحالية. كانت هناك مناقشات حول وجود «كودا» أخرى في نهاية الموسم الأخير، والتي كانت ستظهر ليلاند أولسلي وهو يحاول الهروب من نيويورك، ليقتل من قبل المعاقب في مقدمة مفاجئة. لم يكن المشهد سيظهر وجه الممثل ، لكنه كان سيشمل شارة الجمجمة الأيقونية للشخصية. تم إسقاط الفكرة، مرة أخرى بسبب نظام تشغيل نيتفليكس، وقتل فيسك أولسليفي النهاية في الحلقة، مع تقديم المعاقب المحفوظ للموسم الثاني من المسلسل.

## الإطلاق
تم إصدار الموسم الأول من ديرديفيل في 10 أبريل 2015 على خدمة بث نيتفليكس، في جميع المناطق التي يتوفر فيها، فائقة الدقة. في 14 أبريل 2015، كان ديرديفيل أول سلسلة نيتفليكس تتلقى مسار الوصف الصوتي لخدمة الفيديو الوصفية، «مسار السرد الذي يصف ما يحدث على الشاشة ، بما في ذلك الإجراءات الجسدية وتعبيرات الوجه والأزياء والإعدادات وتغييرات المشهد» بحلول 16 أبريل ، تم قرصنة حلقات المسلسل بواسطة 2.1 مليون مستخدم فردي في جميع أنحاء العالم، وفقًا لشركة إكسيبيو، وهي شركة تتبع القرصنة، تم تجاوزها في ذلك الإطار الزمني فقط بواسطة صراع العروش. كانت البرازيل (190.274 أداة تنزيل) والهند (149.316) والولايات المتحدة (144.351) والمملكة المتحدة (119.891) وفرنسا (105473) وأستراليا (101.025) أكبر دول القرصنة. باستثناء الهند، كانت نيتفليكس متاحًا في كل من تلك البلدان في ذلك الوقت. تم تحسين الموسم ليكون متاحًا في نطاق ديناميكي عالٍ بعد إصداره الأولي بواسطة بائع ما بعد الإنتاج مجموعة ديلوكس لخدمات الترفيه .

## الإستقبال
نظرًا لأن نيتفليكس لا تكشف عن عدد مشاهدي المشتركين في أي سلسلة أصلية، فقد جمعت لوث للبحوث بيانات الموسم، بناءً على عينة من 2500 مشترك في نيتفليكس يشاهدون عبر أجهزة الكمبيوتر أو الأجهزة اللوحية أو الهواتف الذكية. (لا يتتبع لوث للبحوث عرض نيتفليكس على أجهزة التلفزيون، سواء كانت أجهزة متصلة بالإنترنت أو تلك المرتبطة بمشغلات بث الوسائط أو وحدات تحكم الألعاب. وفقًا لـ لوث شاهد ما يقدر بـ 10.7 ٪ من المشتركين (حوالي 4.4 مليون) حلقة واحدة على الأقل من ديرديفيل في أول 11 يومًا على نيتفليكس، مع 2.3 ٪ (940.000) يشاهدون في اليوم الأول. في دراسة منفصلة، قررت نيتفليكس أن الحلقة الخامسة من الموسم كانت الحلقة التي «تجذب» المشاهدين، «لدرجة أنهم [تابعوا مشاهدة] الموسم الأول بأكمله.»

## وصلات خارجية
الموقع الرسمي

- ديرديفيل (الموسم 1) على موقع ميتاكريتيك (الإنجليزية)
- ديرديفيل (الموسم 1) على موقع روتن توميتوز (الإنجليزية)